# Расчленение погибших японцев американскими военнослужащими

Фотография недели журнала «Лайф», посылка с фронта, 1944 год

Во время Второй мировой войны некоторые американские военнослужащие расчленяли мёртвых японских солдат и мирных жителей на Тихоокеанском театре военных действий, забирая части тела в качестве «сувениров войны» и «военных трофеев». Зубы и черепа были наиболее широко распространёнными «трофеями», хотя и другие части тела также коллекционировались.

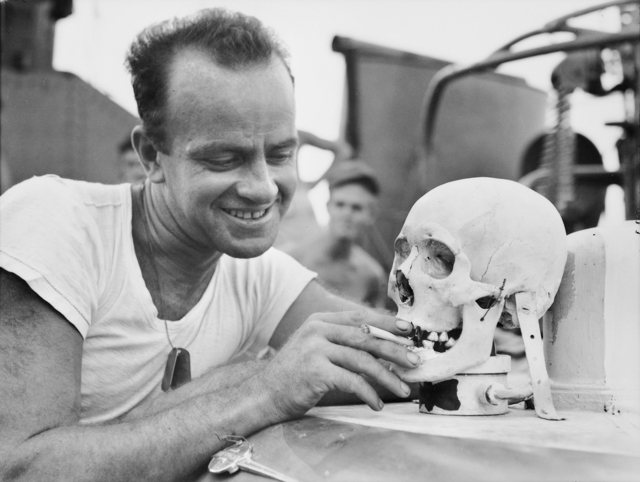
Торпедный катер PT-341, Провинция Маданг, Новая Гвинея, 30 апреля 1944 года

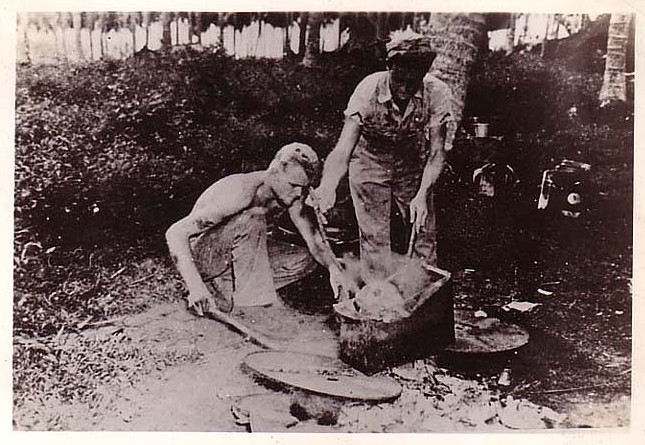
Череп стоил приблизительно 35 североамериканских долларов при товарно-денежных обменах с моряками торгового флота

«Трофейный» феномен был настолько широко распространён, что его обсуждение занимало видное место в журналах и газетах. По сообщениям прессы, сам Франклин Рузвельт получил в подарок нож для вскрытия писем, сделанный из руки японского солдата, который Рузвельт позже приказал вернуть, призвав должным образом похоронить его.
Подобное поведение было официально запрещено американским военнослужащим, командование выдало указания ещё в 1942 году, осуждая подобное «трофейничество». К сентябрю 1942 года главнокомандующий Тихоокеанским флотом адмирал Честер Нимиц приказал: «Ни одна часть тела противника не может быть использована в качестве сувенира», и любые американские военнослужащие, которые нарушают этот принцип, столкнутся с «дисциплинарными мерами». Тем не менее подобные случаи продолжались в течение всей войны.
Так, международную известность получил опубликованный уже в мае 1944 года в рубрике «Фотография недели» журнала Life снимок девушки, смотрящей на человеческий череп перед ней. Тот, согласно пояснительному тексту, был прислан ей во исполнение обещания её возлюбленным-лейтентантом ВМС США, который «подобрал» череп японского солдата на Новой Гвинее и расписался на нём вместе с сослуживцами (надпись на черепе частично видна на фотографии).
Публикация вызвала острую разнонаправленную критику: не только осуждалось само такое глумление над погибшими, но иллюстрация также характеризовалась как мощный инструмент пропаганды, причём как непосредственно обесчеловечивающей врага антияпонской, так и, наоборот, наглядно демонстрирующей приемлемость грубо негуманной деятельности в американском обществе и конкретно среди военных. Реакцией со стороны Вооружённых сил США стал в частности направленный Военному министерству меморандум генерального судьи-адвоката Армии США Майрона Крамера, вновь категорически осудившего происходящее и назвавшего это в том числе нарушением законов войны. Адресанту посылки был объявлен выговор (по утверждению Колина Дики, основанием стало не осквернение останков, а именно создание материала для информационной войны против Соединённых Штатов).
По настоящее время при обнаружении «трофейных черепов» японских солдат в американском владении предпринимаются совместные усилия по репатриации останков умерших.

## Причины
Историки объясняют данный феномен «трофейничества» кампанией дегуманизации японцев в американских СМИ (например, широкое распространение получило высказывание Гарри Трумэна: «…единственный язык, который они понимают, — это язык бомбёжек. Когда приходится иметь дело с животным, приходится обращаться с ним как с животным. Это очень печально, но тем не менее это так»), методами ведения войны японцами, их поведением на оккупированной территории, обращением с пленными, особенно в отношении покорённых стран, запредельной жестокостью императорских японских войск, собственным безразличием к жизням своих солдат, ужесточением нравов во время войны, открыто расистскими настроениями в американском обществе, жаждой мести за убитых японцами сослуживцев или любой комбинацией этих факторов.
Зубы, уши и другие части тела иногда изменялись, расписывались различными надписями, соединялись в различные «изделия».